# Lucy Garner
Lucy van der Haar (geboortenaam Garner) (Leicester, 20 september 1994) is een Brits voormalig wielrenster. Ze was actief op de weg en op de baan.
Ze is tweevoudig wereldkampioene op de weg bij de juniores. Zowel in 2011 als 2012 pakte ze de regenboogtrui. In 2012 werd ze zowel Europees kampioene op de weg als op de baan. In 2013 werd ze op 18-jarige leeftijd prof bij het Nederlandse wielerteam Argos-Shimano. In dat jaar won ze de eerste etappe van de Ronde van Chongming. Een jaar later won ze de trui voor beste Britse in The Women's Tour. In 2015 won ze de eerste etappe van de Route de France. In 2016 behaalde ze podiumplekken in eigen land in de Ronde van Yorkshire en in de wegwedstrijd van het Brits kampioenschap. Een jaar later stond ze op het podium in de Ronde van Guangxi en in de Omloop van de IJsseldelta. In 2018 won ze het bergklassement van de Ronde van Chongming. In 2020 won ze de eerste etappe en het eindklassement van de Ronde van Dubai.
Ze reed vanaf 2013 drie jaar voor de Nederlandse wielerploeg Liv-Plantur (en diens voorgangers) en vanaf 2016 drie jaar voor het Britse team Wiggle High5. In 2019 en 2020 reed ze voor de Noorse ploeg Hitec Products. In september 2020 maakte ze bekend na het seizoen te stoppen als wielrenster.

## Persoonlijk
Garner trouwde op 6 juli 2019 met veldrijder Lars van der Haar, met wie ze woont in Woudenberg. Zij kregen in september 2022 hun eerste kind, een dochter. Haar jongere zus Grace Garner is ook wielrenster; zij waren ploeggenotes bij Wiggle High5 en nadien bij Hitec Products.

## Overwinningen

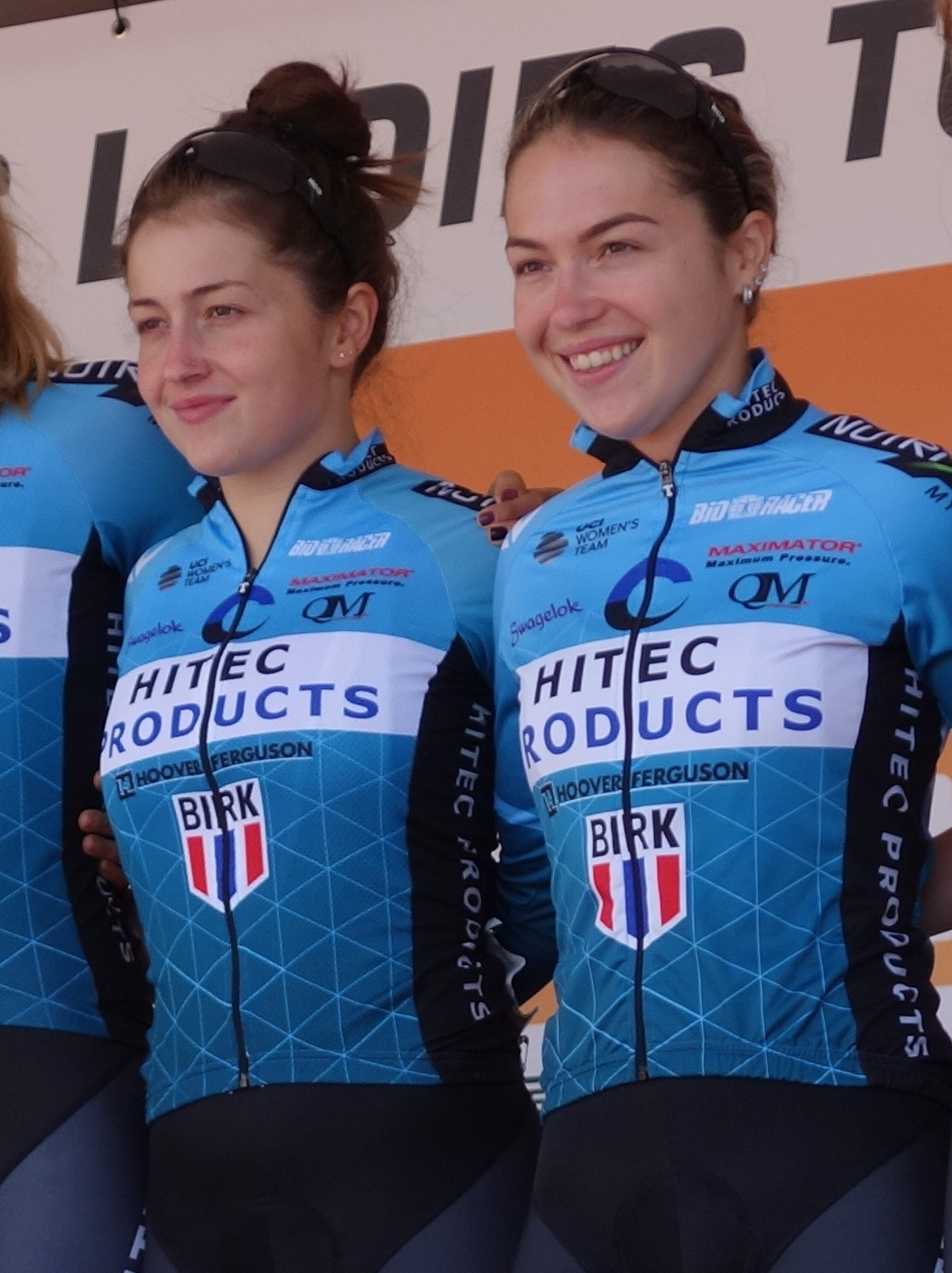
Lucy (rechts) en haar zus Grace Garner in de Boels Ladies Tour 2019.

### Weg
2011
 Wereldkampioene op de weg, Junioren in Kopenhagen
2012
 Europees kampioene op de weg, Junioren in Goes
 Wereldkampioene op de weg, Junioren in Valkenburg
2013
1e etappe Ronde van Chongming
2014
 Beste Britse klassement The Women's Tour
2015
1e etappe La Route de France
2018
 Bergklassement Ronde van Chongming
2020
 Eindklassement Ronde van Dubai
 Puntenklassement Ronde van Dubai
1e etappe Ronde van Dubai

### Baan
2012
 Europees kampioen, ploegachtervolging (met Amy Roberts en Elinor Barker)
 Europees kampioenschap, teamsprint (met Dannielle Khan)
Becker · Busser · Garner · Gebhardt · Johrend · Knol · Mackaij · Markus · Pieters · Tromp · Wild
De Vries · Garner · Knol · Lichtenberg · Mackaij · Mustonen · Pieters · Polspoel · Soek · Stijns · Wild
Garner · Knol · Lichtenberg · Mackaij · Mustonen · Pieters · Polspoel · Soek · Stijns · Stultiens · Weaver
Abbott · Bronzini · Christian · Cordon · D'Hoore · Edmondson · Garner · Hagiwara · Hosking · Johansson · King · Longo Borghini · Pieters · Roberts · Sanchis
Bronzini · Cordon · Cure · D'Hoore · Edmondson · Fahlin · G. Garner · L. Garner · Hagiwara · Johansson · Leth · Lichtenberg · Longo Borghini · Roberts · Sanchis
Archibald · Barbieri · Barker · Brennauer · Brown · Cordon · Cure · Edmondson · Fahlin · G. Garner · L. Garner · Leth · Longo Borghini · Ritter · Stewart · Yonamine · Wild
Feldmann · G. Garner · L. Garner · Gåskjenn · Heine · Lorvik · Lutro · Solvang · Stougje · Tagliaferro · Uneken
Feldmann · Gåskjenn · van der Haar · Heine · Kröger · Lorvik · Lutro · Mathisen · Midtsveen · Richioud · Solvang · Tagliaferro